# Tuzla (stad)
Tuzla is een stad in het noordoosten van Bosnië en Herzegovina en is de hoofdstad van het gelijknamige kanton Tuzla, in de Federatie van Bosnië en Herzegovina. In 1991, voor de oorlog in Bosnië, had de stad 131.000 inwoners. Door de toevloed van vluchtelingen als gevolg van de oorlog steeg het inwoneraantal in korte tijd naar 160.000. Het is daarmee de derde stad van Bosnië en Herzegovina, na Sarajevo en Banja Luka.

## Geschiedenis
Tuzla was een bloeiende neolithische gemeenschap. De stad kent al gedurende 6000 jaar bewoning, waarmee het een van de oudste steden in Europa is. In het nabijgelegen Solni Trg werd in 2004 een openluchtmuseum geopend, waar de geschiedenis van de zoutproductie in Tuzla zichtbaar wordt gemaakt. In 950 werd Tuzla voor het eerst genoemd, als een gebied onder Hongaarse heerschappij waar zoutwinning de belangrijkste industrie was. "Tuz" betekent "zout" in het Turks.
Op 2 oktober 1943 werd Tuzla bevrijd van de nazi's. In communistisch Joegoslavië werd Tuzla een belangrijk industrieel en cultureel centrum. Tijdens de verkiezingen van 1990 was Tuzla de enige stad waar de nationalisten niet wonnen. Gedurende de Bosnische Burgeroorlog bleef het multi-etnische samenleven in Tuzla min of meer in stand. Na de oorlog was de stad niet volledig etnisch gezuiverd, maar woonden er naast een meerderheid van Bosniakken ook 15% Kroaten en 10% Serviërs in de stad.
Op 25 mei 1995 pleegde het Bosnisch-Servische leger een artillerie-aanval op de markt van Tuzla, waarbij 71 burgers werden gedood. De commandant van de Servische eenheid, Novak Djukic, werd in 2014 door het gerechtshof van Bosnië veroordeeld tot twintig jaar gevangenisstraf. Hij kreeg echter verlof om voor medische behandeling naar Servië te gaan, en keerde niet terug. Op de 25e herdenkingsdag van het bloedbad, 25 mei 2020, werd een monument voor de doden in gebruik genomen.

## Bezienswaardigheden
Tegenwoordig wordt Tuzla door toeristen bezocht vanwege de zoutmeren die in het centrum gelegen zijn. De stad is de geboorteplaats van de schrijver Meša Selimović, en in juli vindt in de stad het jaarlijkse Meša Selimović-boekenfestival plaats. Tijdens dit festival wordt de beste roman die dat jaar in Bosnië, Kroatië of in Servië en Montenegro werd geschreven bekroond.

Aan de Universiteit van Tuzla studeren ongeveer 9000 studenten.

## Economie
Tuzla is de hoofdstad en de grootste stad van het gelijknamige kanton. Het is vooral groot geworden door de zoutwinning. Tegenwoordig komen mensen vanuit het hele kanton naar de stad toe om uit te gaan of om te winkelen. De stad huisvest namelijk meerdere grote moderne winkelcentra met ook veel westerse winkelketens. In de stad is een groot busstation gevestigd met lijnen die veel grote steden in het land aandoen en plaatsen in het buitenland waar veel Joegoslaven wonen, zoals Wenen. Naast een busstation is er ook een internationale luchthaven, zo'n 15 kilometer ten zuiden van de stad. Tuzla International Airport dient als basis voor Wizz Air die diverse lijnvluchten onderhoudt vanuit de stad naar verschillende bestemmingen in Europa. Vanuit Nederland wordt de stad aangevlogen vanaf Eindhoven Airport.

## Sport
FK Sloboda Tuzla is de grootste professionele voetbalclub van Tuzla. FK Tuzla City is een andere club uit de stad. Beide clubs spelen op het hoogste niveau in de Premijer Liga. Thuisbasis van beide clubs is het Tušanjstadion, dat plaats biedt aan 15.000 toeschouwers.

## Geboren in Tuzla
- Lepa Brena (1960), Servisch zangeres, actrice en onderneemster
- Muhamed Konjić (1970), Bosnisch voetballer
- Damir Mršić (1970), Bosnisch basketballer
- Pamela Habibović (1977), Nederlands-Bosnisch wetenschapper
- Maya Sar (1981), Bosnisch zangeres
- Darko Lukanovic (1984), Zweeds voetballer
- Andrea Petković (1987), Duits tennisster
- Daria Bukvić (1989), Nederlands-Bosnisch regisseuse
- Miralem Pjanić (1990), Bosnisch voetballer
- Mensur Salkić (1994), Bosnisch zanger